# Yuka Sakazaki
 (juillet 2021).
Yuka Sakazaki (坂崎 ユカ, Sakazaki Yuka) (née le 27 décembre 1992) est une catcheuse (lutteuse professionnelle) japonaise. Elle travaille actuellement avec la Tokyo Joshi Pro Wrestling (en) et la All Elite Wrestling, sous le même nom. 

## Carrière

### Tokyo Joshi Pro Wrestling
Le 14 octobre 2017, Yuka Sakazaki et Shoko Nakajima (en) remportent le Princess Tag Championship au cours d'un match contre Rika Tatsumi (ja) et Maho Kurone. Après deux défenses de titres réussies contre Nonoko (ja) et Yuna Manase (ja) le 23 novembre 2017, puis Mizuki et Riho le 4 janvier 2018, Sakazaki et Nakajima perdent leur titre face à NEO Biishiki-gun (Sakisama (ja) & Azusa Christie (ja)) le 3 février 2018.
Le 25 août 2018, Yuka Sakazaki remporte le Princess Tag Championship avec Mizuki. Les deux championnes seront défaites de leur titre par NEO Biishiki-gun le 8 juin 2019.
Le 3 novembre 2019, lors de DDT Ultimate Party 2019, Sakazaki vainc son ancienne partenaire Shoko Nakajima (en) pour remporter le Princess of Princess Championship.

### All Elite Wrestling (2019-...)
Le 7 février 2019, elle signe officiellement avec la nouvelle fédération: la All Elite Wrestling. 
Le 25 mai lors du show inaugural: Double or Nothing, elle fait ses débuts, dispute son premier match aux côtés d'Aja Kong et Emi Sakura, mais ensemble, les trois catcheuses perdent face à Hikaru Shida, Riho et Ryo Mizunami dans un 6-Women Tag Team match. Le 29 juin à Fyter Fest, elle perd face à sa 4e compatriote dans un Triple Threat match qui inclut également Nyla Rose.
Le 5 février 2020 à Dynamite, elle dispute son premier match solo et bat Dr Britt Baker D.M.D. Après le combat, son adversaire effectue un Heel Turn, car la frappe avec la cloche et lui arrache une dent avec l'aide d'un câble.

## Championnats et accomplissements
- Tokyo Joshi Pro Wrestling (en)
  - Princess of Princess Champion (1 fois)
  - Princess Tag Champion (2 fois)